# Cerkiew św. Jerzego w Dubnie
Cerkiew św. Jerzego – prawosławna cerkiew w Dubnie. Należy do parafii podlegającej eparchii rówieńskiej Ukraińskiego Kościoła Prawosławnego Patriarchatu Moskiewskiego. 
Cerkiew została wzniesiona w 1709 z drewna. Obiekt jest trójdzielny, z kwadratową nawą oraz przedsionkiem i prostokątnym prezbiterium. Nad nawą wznosi się zrębowa kopuła zakończona latarnią, mniejsze kopuły wznoszą się nad pozostałymi częściami budynku. Nawę i przedsionek łączy arkada wsparta rzędem półkolumn. W sąsiedztwie cerkwi wznosi się dwukondygnacyjna dzwonnica. 
Cerkiew św. Jerzego była jedyną cerkwią Dubna, która w latach 1992–1994 nie przeszła w ręce Ukraińskiego Kościoła Prawosławnego Patriarchatu Kijowskiego i pozostawała jedyną w mieście placówką duszpasterską kanonicznego Ukraińskiego Kościoła Prawosławnego Patriarchatu Moskiewskiego.

## Galeria

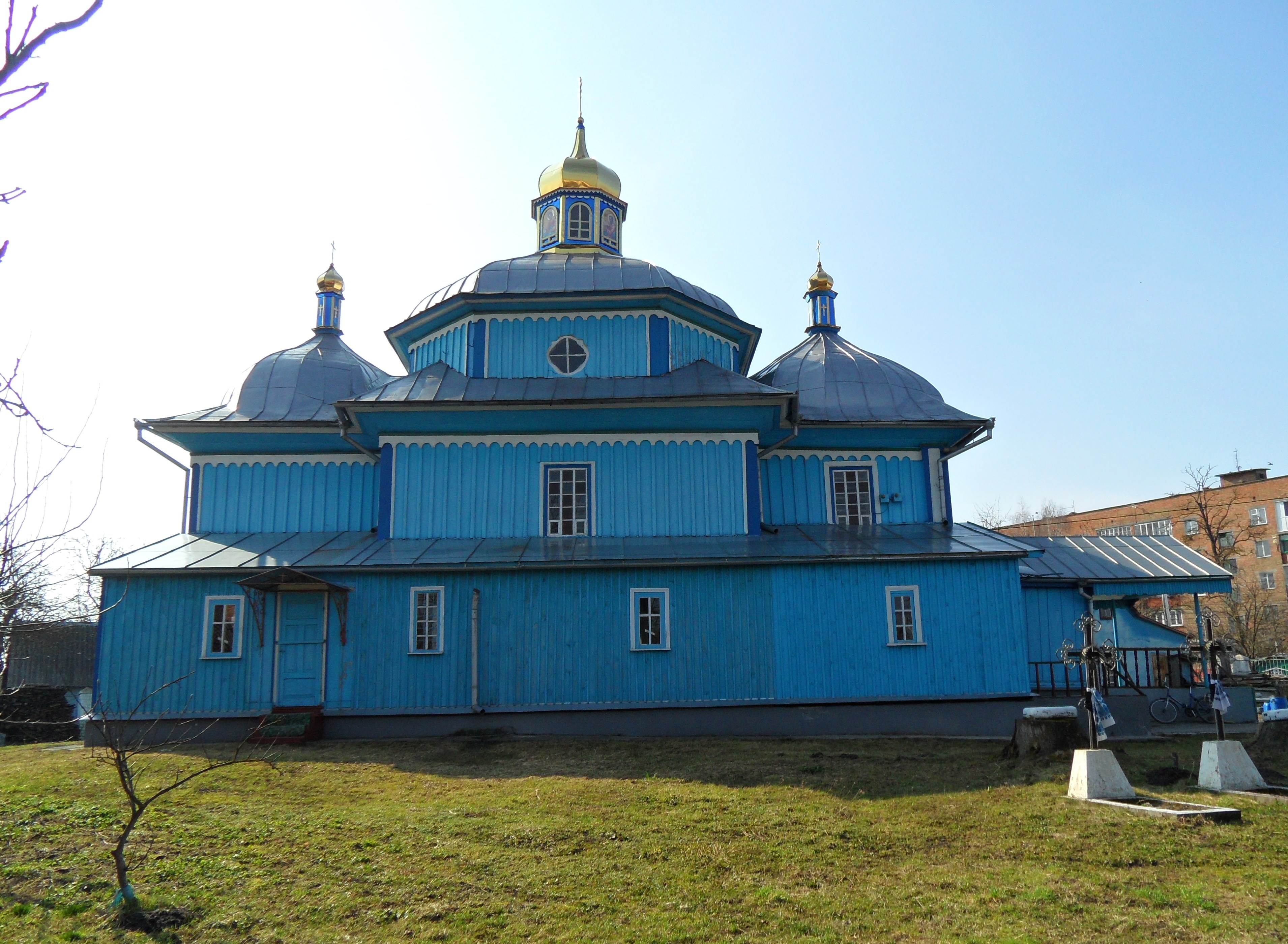
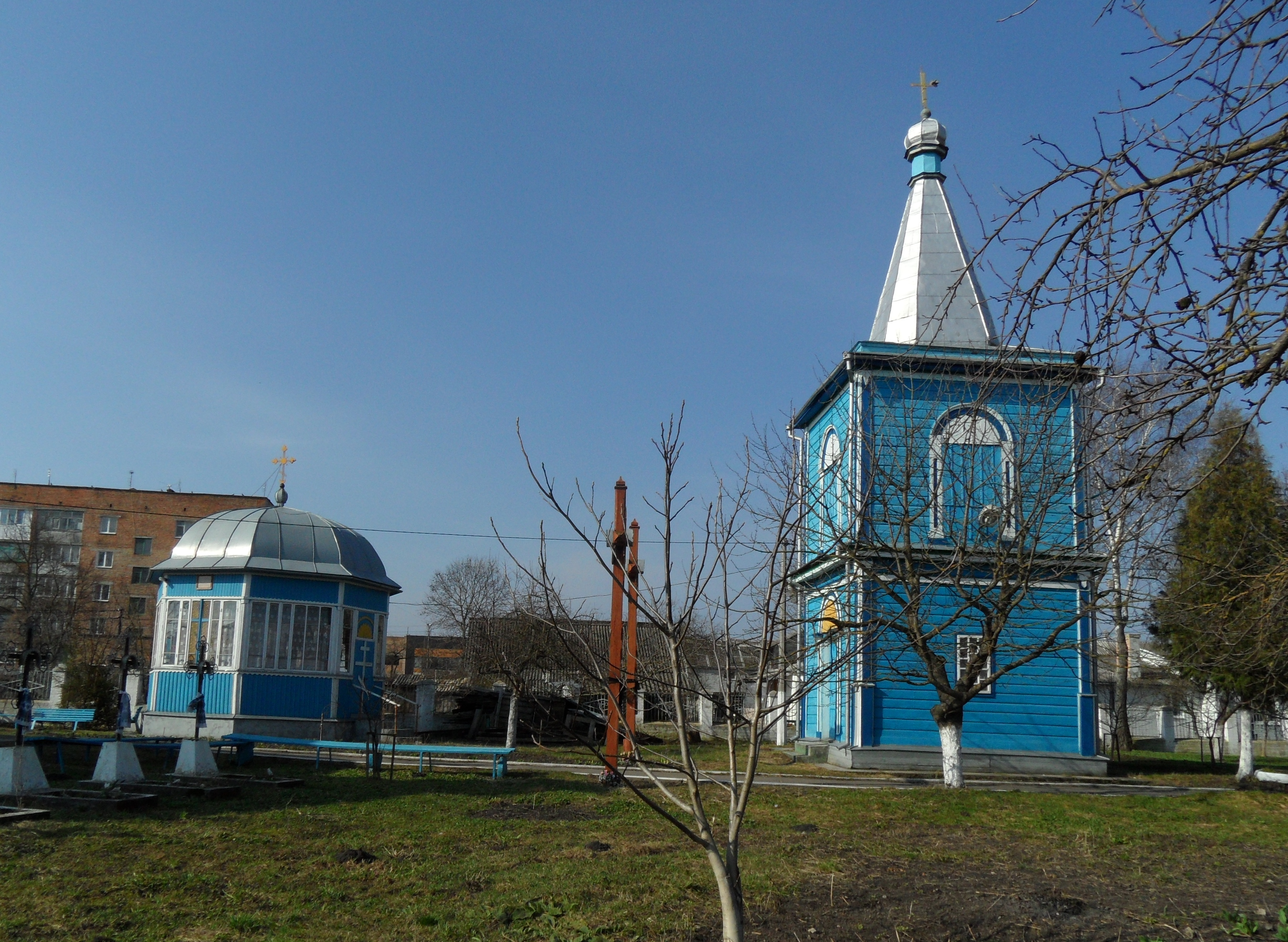
Dzwonnica
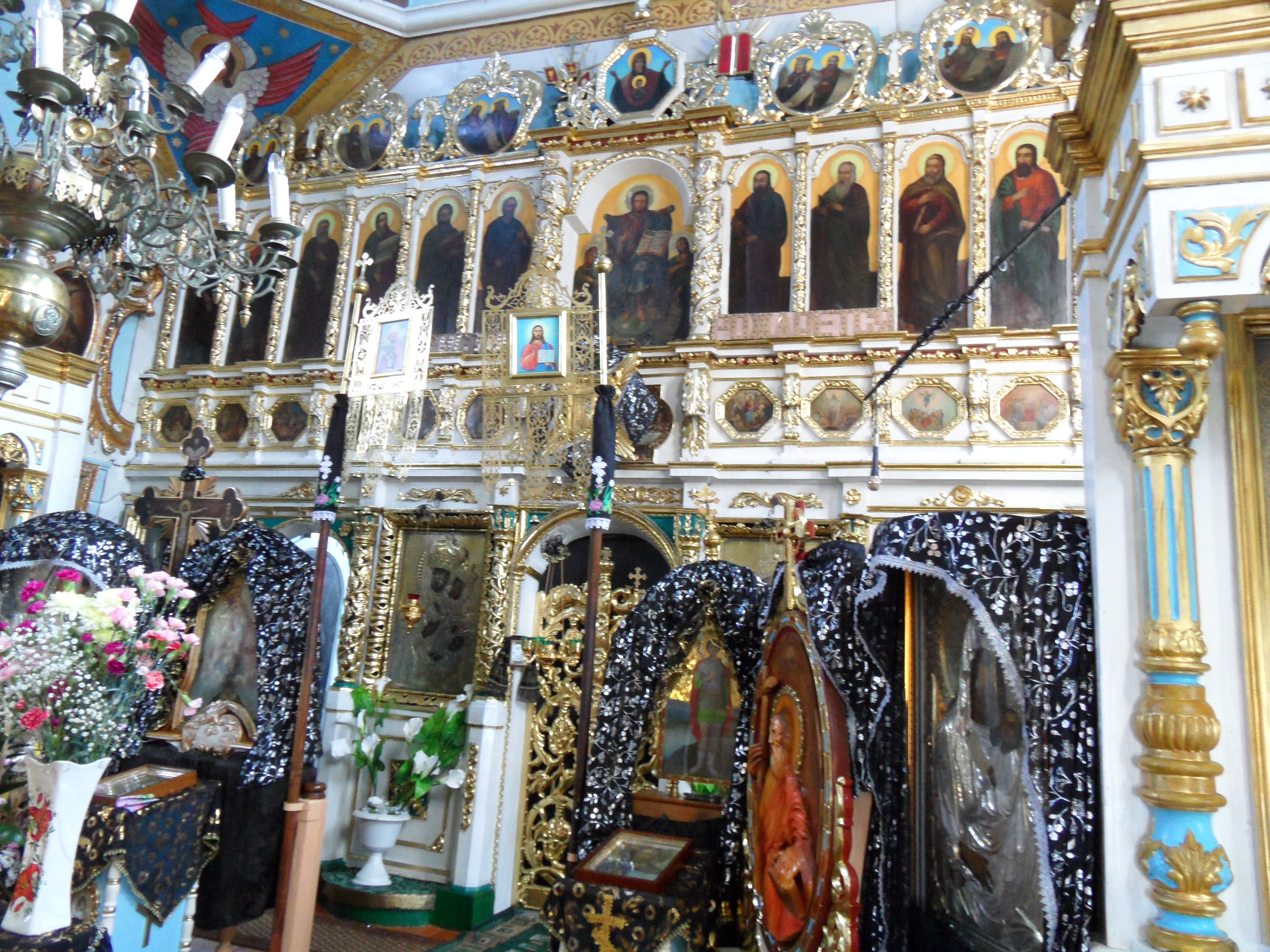
Ikonostas
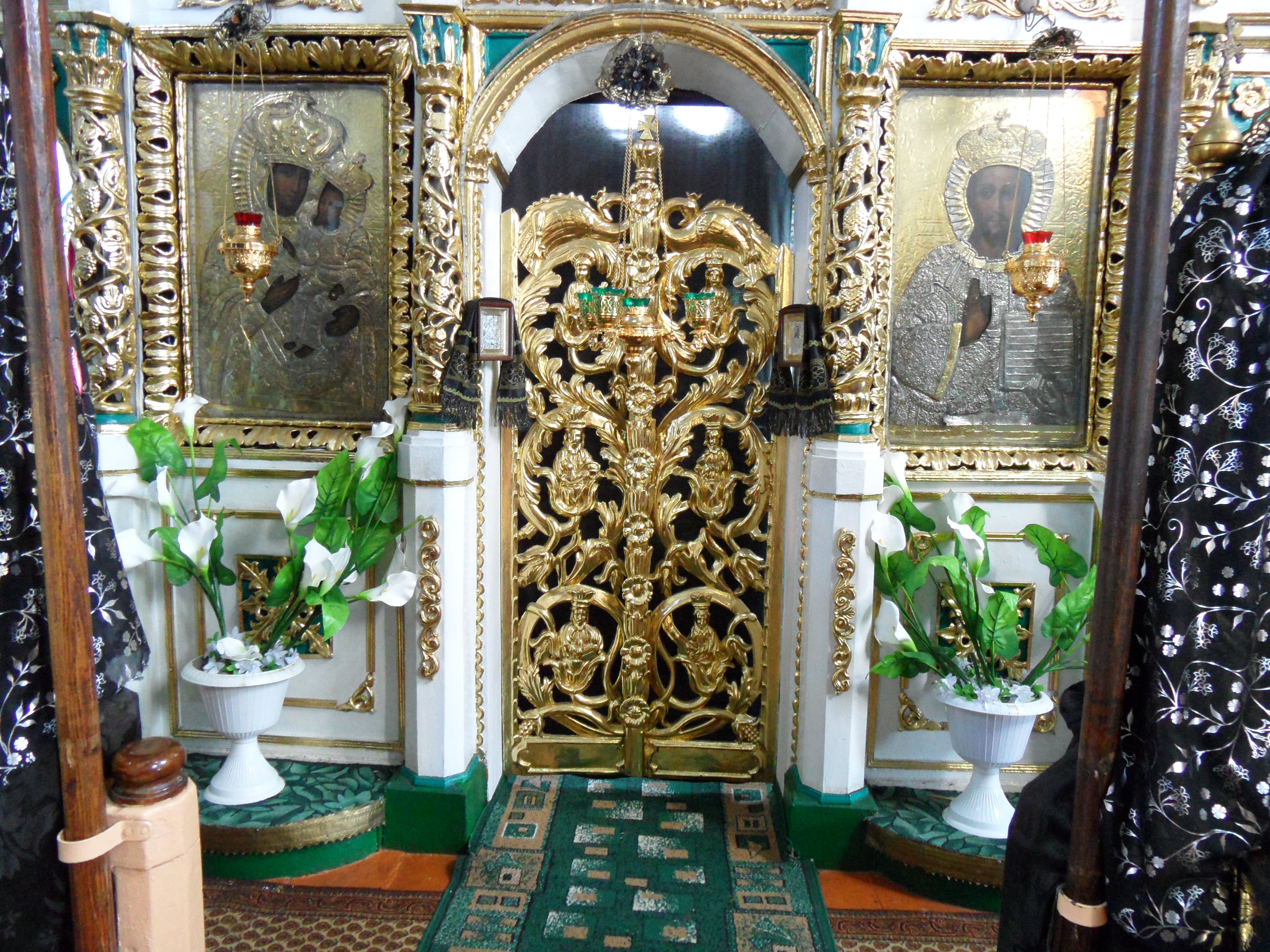
Carskie wrota